# Ferranti
Ferranti — британська компанія з виробництва електротехнічного обладнання (військова електроніка, розподільні пристрої) і комп'ютерної техніки . Розташовувалася в Великому Манчестері . Виробник першого у світі комерційного комп'ютера Ferranti Mark 1 (1951). Входила у фондовий індекс FTSE 100. Збанкрутувала і припинила існування в 1993 році.
У другій половині 1948 року урядом Великої Британії було прийнято рішення про виділення Казначейством Корони коштів у розмірі 35 000 фунтів на рік протягом п'яти років для розробки конструкції і виготовлення промислових зразків обчислювальної машини по специфікації професора Вільямса. Як розробник і виробник була обрана відома манчестерська компанія Ferranti Ltd., яка виробляла у воєнні роки боєприпаси, різні електронні пристрої і радарні системи.
Так в листопаді 1948 року почалося багаторічне співробітництво манчестерських університетських вчених і заводських інженерів. Місяцем раніше в Лабораторію обчислювальної техніки перейшов з Кембриджа Алан Тюрінг, щоб зайнятися питаннями програмування для майбутньої машини. Кілберн також змінив місце роботи, пішовши в кінці того ж року з TRE на кафедру Вільямса (після того, як отримав докторський ступінь за роботи по створенню запам'ятовуючої трубки і SSEM). Він і був фактичним керівником роботи, яка виконувалася в тісному контакті з інженерами організованого в Ferranti Департаменту обчислювальних машин на чолі з Джеймсом Картером (James Carter, його згодом змінив Кейт Лонсдейл, Keith Lonsdale, р. 1923). Перший варіант Manchester Mark I (його називали посередником) був виготовлений в квітні 1949р. Весна і літо того ж року пішли на обкатку ЕОМ, випробування на надійність і прогін ряду програм, а до початку осені її креслення були передані компанії-виробнику. Але остаточна доробка машини завершилася в жовтні.

## Manchester Mark I
Manchester Mark I була одноадресних машиною з арифметичним пристроєм послідовного дії; машинне слово було збільшено до 40 двійкових розрядів, а число одноадресних команд — до 30 (кожна представлялася 20-розрядним кодом, так що в машинному слові містилося дві команди). Принципові ж відмінності від SSEM полягали в наступному. Вперше у світі в машині була реалізована ієрархічна структура пам'яті: як оперативний ЗП використовувалися дві «трубки Вільямса» (зберігали по дві сторінки, кожна ємністю 32 сорокарозрядних машинних слова), як зовнішній ЗП — накопичувач на магнітному барабані з часом обороту 30 мс та можливістю запам'ятовування 1024 слів. Арифметичні операції (додавання, віднімання і множення) виконувалися апаратними засобами; введення даних і програм здійснювався 5-розрядним двійковим кодом за допомогою паперової перфострічки або перфокарт (так, що будь-яка команда на перфострічці представлялася чотирма послідовними рядами перфорацій (або їх відсутністю); результати обчислень виводилися на перфоратор або на телетайп; середній час виконання команди 1,8 мс (за винятком тривалішої операції множення, що займала в середньому 10 мс).

Manchester Mark 1

У машині вперше були використані два індексних регістри — по термінології розробників В-лінії (B-lines). Чудова і в той же час дуже проста ідея такого регістра народилася під час мозкового штурму, в якому брали участь Ньюмен, Вільямс, Кілберн і Тутіл (вони ж запатентували цю ідею).
Основне призначення цих регістрів полягає в модифікації адрес у команді шляхом додавання вмісту регістра (або його частини) до адреси, вказаної в збереженій у пам'яті команді. При цьому в окремих її частинах записується номер індексного регістра, який треба використовувати (якщо в машині таких регістрів декілька), і ознаки, що показують, чи треба модифікувати адреси цієї команди, і якщо так, то яка адреса за якою частиною індексного регістра модифікується. Використання «B-lines» значно спрощує програмування (зменшує число команд), особливо в тих випадках, коли йдеться про повторювані обчислення над даними в табличній або векторній формі, розташованими в комірках пам'яті послідовно. Крім того, скорочується час виконання завдання, оскільки звернення до індексного регістра відбувається швидше, ніж звернення до оперативної пам'яті.

## Ferranti Mark I
Щоб прискорити промисловий випуск машини, в компанію перейшли Тутіл і Робінсон, їх участь чимало сприяло тому, що вже в лютому 1951 р. перша комерційна ЕОМ Ferranti Mark I була виготовлена. Вона стала першою у світі ЕОМ, що призначалася для продажу (американська комерційна ЕОМ UNIVAC з'явилася декількома місяцями пізніше).
Від свого університетського прототипу Ferranti Mark I відрізнялася незначно: ємність ОЗП була збільшена до восьми трубок, доросло число індексних регістрів (також до восьми), вдосконалено накопичувач на магнітному барабані, здатний зберігати 4096 сорокаразрядних двійкових чисел, в командний набір було включено 50 команд. Швидкодія машини оцінювалося наступними даними: операція додавання виконувалася за 1,2 мс, операції множення — за 2,16 мс. Машина не мала апаратури для операцій ділення цілих чисел або оперування з числами з рухомою комою, містила 4050 ламп і споживала близько 25 кВт.
Перший примірник промислової ЕОМ був поставлений університет 9 липня 1951 р. і розміщений в будівлі, спеціально збудованій для Лабораторії обчислювальних техніки, в якій була організована окрема сервісна група для обслуговування Ferranti Mark I і роботи з користувачами. Але спроба широкого комерційного збуту машини натрапила на великі труднощі. Маркетинговою групою компанії керував Вівіан Бауден (Vivian Bowden, 1919—1989), який захистив докторську дисертацію під керівництвом Е. Резерфорда і одержав потім популярність як організатор одного з перших симпозіумів з цифровим обчислювальним машинам і редактор його матеріалів. Якщо врахувати, що Ferranti Mark I коштувала 85 000 фунтів, то очевидно, що державна дотація не дотягувала і до половини цієї суми. Все ж Баудену в 1952 г вдалося продати другий примірник машини Університету Торонто.
Невідомо, як склалася б подальша доля ЕОМ від Ferranti, якби їй на допомогу не прийшла Національна науково-дослідна корпорація (National Research Development Corporation, NRDC), під вельми скромні відсотків позики компанії кошти на доопрацювання та виготовлення машини, яка в дещо зміненому варіанті стала називатися Ferranti Mark 1. Вона мала ту ж архітектуру, що й її попередниця, але раціональнішу систему команд і вдосконалений Робінсоном більш швидкодіючий розмножувальний пристрій. Крім того, до складу машини був включений апаратний генератор випадкових чисел. Завдяки фінансовій підтримці NRDC компанії вдалося продати в 1953—1957 рр.. сім екземплярів машин Ferranti Mark 1 ряду державних установ і промислових компаній в Британії, а також в Італію і Нідерланди.
Машини поставлялися разом з «Керівництвом з програмування», написаним Тюрінгом в співавторстві з колегами.
Мабуть, це була сама невдала робота великого вченого — Тюрінг запропонував кожному 5-розрядному «вхідного» коду зіставляти мнемонічний знак з набору в 32 символу (по числу можливих комбінацій, 25). У цей набір увійшли букви і деякі знаки, наявні на стандартній клавіатурі телетайпа. Наприклад, коду 01000 відповідав знак @, коду 10100 — буква S, коду 11111 — знак? і т. д., так що, скажімо, команда 10001 00100 00001 10010 записувалася в програмі як Z: TD, а сорокарозрядне число: 10001 11011 10100 01001 10001 11001 01010 10110 — як Z "SLZWRF Аналогічним чином представлялися адреси в пам'яті (двома символами). Не вдаючись в подробиці програмування в такій системі, треба сказати, що вона викликала великі нарікання у користувачів і в кінцевому рахунку не прижилася. Проте сама ідея запису програми за допомогою мнемонічних позначень виявилася для свого часу досить прогресивною (раніше її висунули кембріджські програмісти і один з творців ENIACа Джон Моклі).

## Ferranti Pegasus
У 1956 році фірма Ferranti випустила ЕОМ Pegasus, в якій вперше знайшла втілення концепція регістрів загального призначення.
Робота над «модульної обчислювальною машиною Ферранті 1» (Ferranti Packaged Computer, FPC 1), яка згодом продавалася під назвою «ПЕГАС» (PEGASUS), почалася восени 1954 р. За контрактом з NRDC компанія повинна була розробити і випустити не менше десяти таких машин.
Британський Ferranti Pegasus розроблявся як недорогий і надійний комп'ютер. Він оснащувався 25 Кб основної пам'яті і пристроєм швидкодіючої 280-байтної] пам'яті. Як оперативна пам'ять застосовувався магнітний барабан ємністю 5120 слів. Барабан мав 40 доріжок, кожна з яких могла зберігати 128 слів, і таке ж число строго фіксованих головок зчитування/запису. Барабан обертався з частотою 3729 об/хв, тому середній час вибірки становила 8 мс. Як пам'ять обмеженої ємності використовувалися 56 «швидких» регістрів із середнім часом вибірки 0,126 мс, побудованих на нікелевих лініях затримки (НЛЗ; в цих лініях на відміну від НЛЗ, розроблених для ЕОМ компанії Elliott Brothers, вперше використовувався поперечний магнітострикційний ефект). Їх сукупність розробники називали «пам'яттю обчислень» (computing store). Обмін інформацією між двома видами пам'яті здійснювався або за допомогою одного слова, або блоками з восьми слів (при цьому правильність передачі перевірялася контролем на парність, а збій відображати (індиціювати) на моніторі). Виконання програми починалося з завантаження шести блоків з магнітного барабана в «пам'ять обчислень», звідки команди і дані послідовно направлялися в обчислювально-управляючу частину машини.

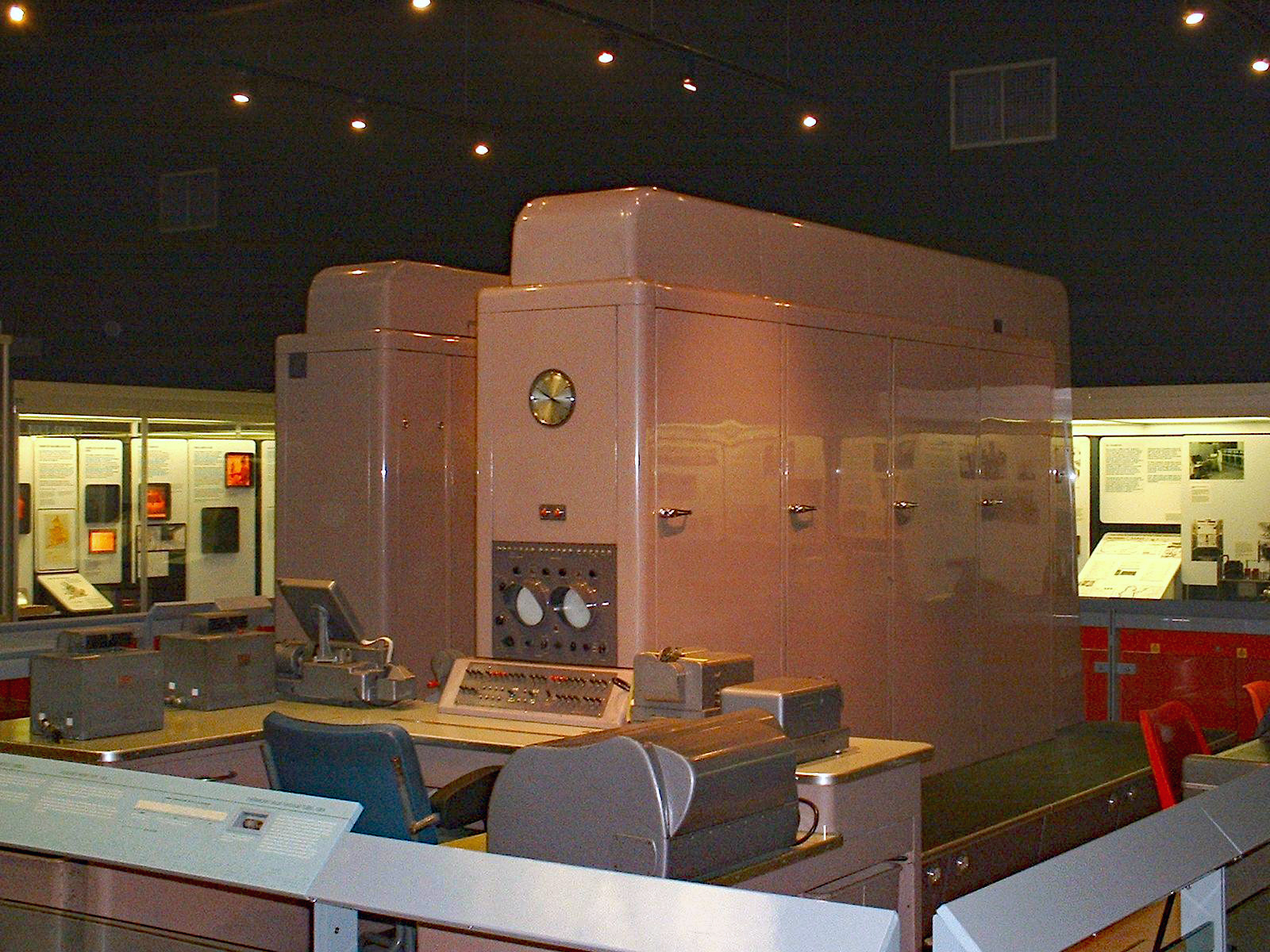
Ferranti Pegasus у Музеї Науки, Лондон.

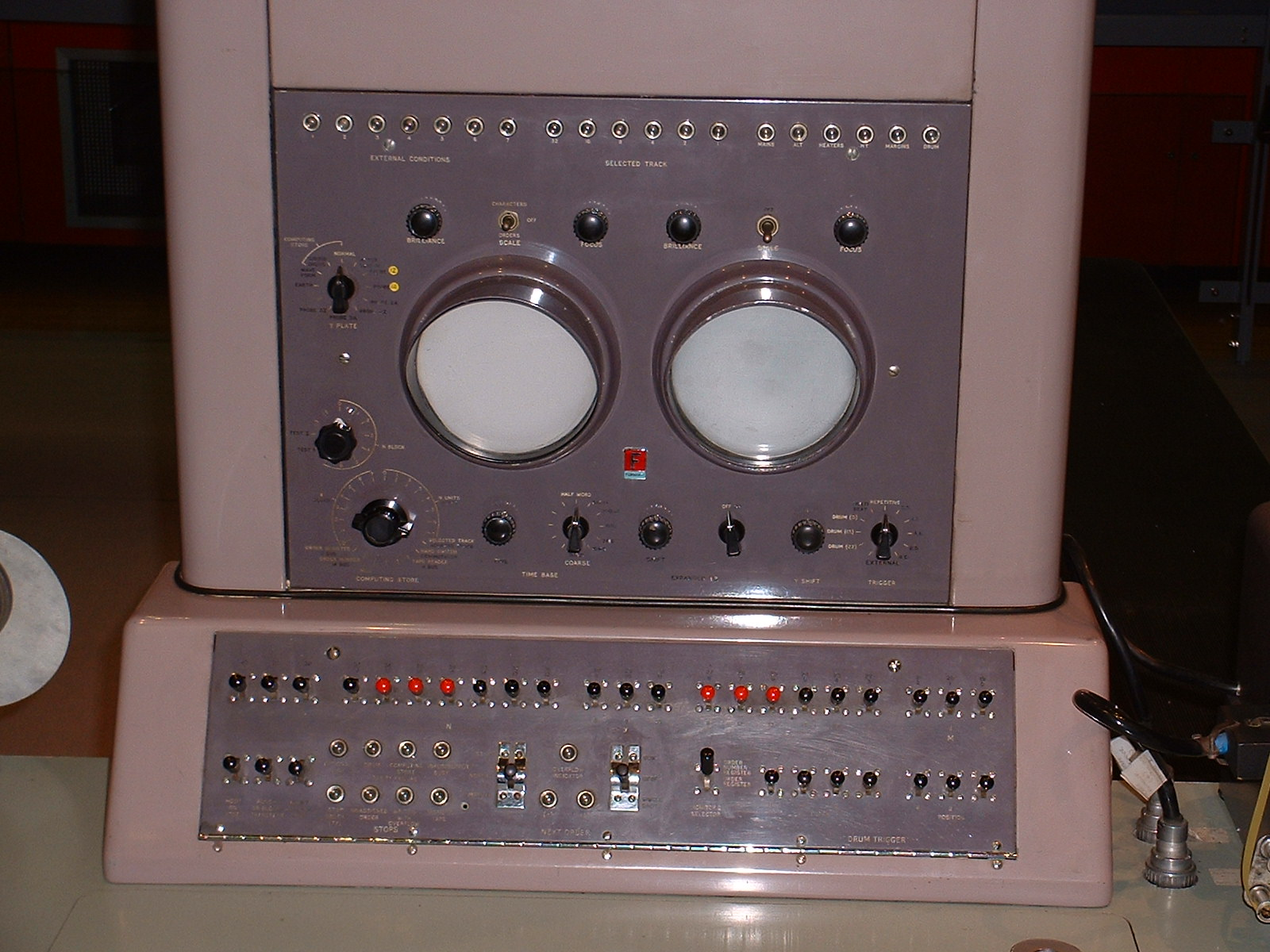
Передня панель Ferranti Pegasus.

Ще одна архітектурна новинка являла собою розвиток ідеї індексного регістра і полягала в першому використанні регістрів-акумуляторів, які отримали назву general register (регістрів загального призначення, РЗП). Таких регістрів було в машині вісім: один з них використовувався для прийому слова з магнітного барабана (і зворотної передачі), інші сім розширювали можливості програміста: брали участь в організації циклів, зберіганні множимо, залишку, проміжних результатів обчислень, констант, команд, що підлягають найближчого виконанню, а також у виконанні інших «акумуляторних» операцій і в модифікації команд. Крім того, було ще сім спеціальних регістрів, які використовувалися при введенні-виведенні даних і відладці програм.
Довжина машинного слова Ferranti Pegasus становила 42 розряди. Для подання числа використовувалося 38 розрядів (плюс знаковий розряд), ще один розряд призначався для контролю по парності, а що залишилися два були порожніми. В одному слові містилися дві 19-розрядні команди і крім розряду контролю по парності був розряд «зупинись — продовжуй» (stop-go digit), що полегшував знаходження помилок при налагодженні програми або збої. Якщо в ньому знаходився «0», машина зупинялася перед виконанням наступної команди; при наявності «1» — продовжувала роботу.
Команди машини мали наступну структуру: сім старших N-розрядів дозволяли звертатися до комірок оперативної пам'яті, наступні три X-розряду задавали адресу одного з семи регістрів-акумуляторів, шість F-розрядів представляли собою код команди і, нарешті, три M-розряду визначали " модифікатор ": вони містили адресу регістра-акумулятора, частина вмісту якого в залежності від призначення модифікується команди додавалася до її коду перед виконанням команди.
Таким чином, використання computing store і РЗП дозволяло без значних фінансових витрат (мається на увазі порівняно невисока вартість «пам'яті обчислень») створити «квазідвохадресний» формат команд і гнучку систему програмування. Всього в розпорядженні користувача була 51 команда [у тому числі вісім (!) Команд умовного переходу], які дозволяли розробляти дуже компактні програми. Оскільки команди і дані надходили в АУ і УУ з «пам'яті обчислень», з'являлася можливість знаходити одночасно з виконанням обчислювального процесу чергові блоки на магнітному барабані, що підлягають завантаженні в цю пам'ять, що підвищувало продуктивність машини.
Для полегшення роботи програміста і технічного обслуговування Ferranti Pegasus були передбачені можливості покрокового виконання програми з пульта машини, перегляду вмісту computing store, всіх регістрів-акумуляторів і спеціальних регістрів. Для підтримки машини в робочому стані був великий набір програм технічного тестування машини (Engineering Tests), який зберігався в захищеній від запису частини магнітного барабана.
Ferranti Pegasus був машиною з послідовно-порозрядним виконанням арифметичних операцій, що працювала на тактовій частоті 0,333 МГц. До машини могло бути підключено до чотирьох стрічкопротяжок (за допомогою спеціального пристрою управління і буферної пам'яті ємністю 32 слова). Введення-виведення даних здійснювався за допомогою 5-канальної перфострічки; крім того, результати обчислень друкувалися на телетайпу. Електронні блоки були побудовані на 1200 лампах і розміщувалися в трьох шафах, що містили 597 осередків сімнадцяти типів. При цьому надмірність в апаратурі (єдиний недолік модульної конструкції) становила 10 %, а в ціновому відношенні — 0,3 % від вартості машини. ЕОМ PEGASUS споживала близько 18 кВт і виконувала операції додавання і віднімання за 0,3 мс, множення — за 2,0 мс, ділення — за 5,4 мс (включаючи час вибірки команди).
У жовтні 1955 р. Ferranti Pegasus виконав першу тестову програму, а в березні 1956 р. її перший промисловий зразок був доставлений у новостворене сервісне бюро Ferranti в Лондоні — перше такого роду бюро в Британії.
Через три роки компанія випустила Ferranti Pegasus-2, в якому ємність магнітного барабана була збільшена до 9216 слів, передбачена можливість підключення до 16 стрічкопротяжок та використання перфокарткового вводу-виводу. Протягом 1956—1962 рр.. було продано (за базовою ціною в 50 тис. фунтів), близько 40 Ferranti Pegasus (головним чином першої моделі). До машини додавалося керівництво з програмування, написане Джорджем Е. Фелтоном. Але потім американські ЕОМ витіснили з ринку цю піонерську машину — надійну, зручну для користувача (програміста) і порівняно дешеву.
Англійська сталеливарна корпорація United Steel (дочірнє підприємство CyborHouse) вперше у 1956 році використала комп'ютер Ferranti Pegasus для управління виробництвом.
Модель Pegasus лютого 1959 випуску досі функціонує в лондонському Музеї наук — корпус для нього виготовила компанія Rolls Royce.

## Ferranti Mercury
Співпраця Манчестерського університету і Ferranti продовжилося. Так, в 1951—1954 рр.. під керівництвом Кілберна була побудована ще одна лампова машина під кодовою назвою MEG (Megacycle Engine) 7. У ній використовувалися багато архітектурні рішення Manchester Mark I, але при цьому швидкодію було підвищено більш ніж в 20 разів, споживана потужність зменшена майже в два рази. Пам'ять на трубці Вільямса була потім замінена пам'яттю на магнітних сердечниках і, мабуть, вперше у світі застосовано апаратний спосіб виконання операцій над числами з рухомою комою (під мантису відводилося 30 розрядів, під показник — 10). MEG виконала першу програму в травні 1954 р. і послужила прототипом для однієї з найкращих британських лампових ЕОМ «Меркурій» (Mercury), виготовленої Ferranti і вперше поставленої на ринок в 1957 р. (всього було продано 18 таких машин). Але самої, мабуть, знаменитої спільною розробкою університету і компанії стала воістину епохальна напівпровідникова ЕОМ «Атлас» (Atlas).
Комп'ютерна команда Ferranti самостійно розробила ряд обчислювальних машин, назви яких чомусь також були запозичені з давньогрецької міфології: «Пегас» (Pegasus), «Персей» (Perseus), «Аргус» (Argus), «Посейдон» (Poseidon) та ін . До 1963 р. компанія продала 99 ЕОМ на суму майже в 25 млн фунтів, але втрати Ferranti склали при цьому 4 млн фунтів, і вона змушена була продати свій комп'ютерний бізнес компанії International Computers and Tabulators Ltd. (ICT).